# Ian Paice
Ian Anderson Paice, född 29 juni 1948 i Nottingham, England, är en brittisk trummis. Ian Paice var trummis i hårdrocksbandet Deep Purple från starten 1968 fram till upplösningen 1976. När Deep Purple återförenades 1984 så började han spela igen och han är fortfarande bandets trummis vilket gör honom till den ende nuvarande medlemmen som spelat med gruppen sedan starten och som varit med på alla skivinspelningar.
Paice började sin musikaliska bana med att spela fiol, men bytte i tonåren till trummor. Han började med att spela i många olika lokala band tills han blev tillfrågad om att vara med i Ritchie Blackmores band Roundabout, vars namn kort därpå ändrades till Deep Purple.
Han hade sedan sin givna plats i bandet fram till upplösningen 1976. Efter Deep Purple har han bland annat varit inblandad i inspelningar med Paice, Ashton Lord (PAL) Eddie Harris och The Velvet Underground. Han var även trummis i David Coverdales grupp Whitesnake under början av åttiotalet. Sedan återföreningen 1984 är han åter medlem i Deep Purple och gruppen har turnerat och spelat in skivor sedan dess.